# Friðrik
Friðrik ist ein isländischer männlicher Vorname.

## Bedeutung
Friðrik ist die isländische Variante des Namens Friedrich. 

## Namensträger
- Friðrik Guðmundsson (1925–2002), isländischer Leichtathlet
- Friðrik Karlsson (* 1960), isländischer Berufsmusiker
- Friðrik Ólafsson (1935–2025), isländischer Schachgroßmeister
- Friðrik Þór Friðriksson (* 1954), isländischer Filmregisseur und Filmemacher